# Седрик Пиолин
Седрик Пиолин (фр. Cédric Pioline; 15. јун 1969) је бивши француски професионални тенисер.

## Каријера
У каријери је освојио једну титулу на АТП Мастерс турнирима. Укупно је победио на 5 АТП турнира у синглу и 1 у дублу. Најбољи пласман на АТП листи у каријери је достигао 2000. када је био пети тенисер света.
Пласирао се у два финала гренд слема и оба пута је био поражен од Пита Сампраса. Наступао је за Дејвис куп репрезентацију Француске са којом је у два наврата освајао салатару 1996. и 2001. године.
Након завршетка играчке каријере постао је директор турнира у Паризу. Ожењен је и има троје деце.

## Гренд слем финала

### Појединачно 2 (0–2)
| Година | Турнир                 | Противник у финалу | Резултат      |
| 1993.  | Отворено првенство САД | Пит Сампрас        | 4–6, 4–6, 3–6 |
| 1997.  | Вимблдон               | Пит Сампрас        | 4–6, 2–6, 4–6 |

## АТП Мастерс финала

### Појединачно: 3 (1—2)
| Исход  | Година | Турнир      | Противник      | Резултат            |
| Финале | 1993   | Монте Карло | Серђи Бругера  | 6–7(2), 0–6         |
| Финале | 1998   | Монте Карло | Карлос Моја    | 3–6, 0–6, 5–7       |
| Победа | 2000   | Монте Карло | Доминик Хрбати | 6–4, 7–6(3), 7–6(6) |